# Walter Pandiani
Walter Gerardo Pandiani Urquiza (Montevideo, 27 aprile 1976) è un allenatore di calcio ed ex calciatore uruguaiano con passaporto italiano, di ruolo attaccante.
In carriera ha vestito le maglie di Progreso, Basáñez, Peñarol, Deportivo La Coruña, Maiorca, Birmingham City, Espanyol, Osasuna, Villarreal, Atlético Baleares, Miramar Misiones e Losanna. È il primatista di reti (11) dell'Espanyol nelle competizioni UEFA per club..

## Biografia
Anche i suoi figli Nicolás e Axel sono calciatori professionisti.

## Carriera

### Club
Da sempre soprannominato El Rifle (il fucile), inizia a giocare a calcio nel Progreso, club cittadino in cui milita nel 1996-1997 siglando 12 reti in 22 presenze. Acquistato dal Peñarol, viene girato in prestito al Basáñez, ma un infortunio alla caviglia lo tiene fermo per tutta la stagione. Nel 1998 viene integrato nella rosa del Peñarol, con cui in due anni realizza 29 reti in 71 presenze in Primera División uruguaiana, vincendo il titolo nazionale nel 1999.
Nel dicembre 1999 viene acquistato, con contratto quinquennale, dal Deportivo La Coruña, club della Primera División spagnola, che lo lascia in prestito al Peñarol fino alla fine della stagione.
Il 27 agosto 2000 esordisce con il Deportivo subentrando a Diego Tristán nel corso della partita di ritorno di Supercoppa di Spagna vinta per 2-0 al Riazor contro l'Espanyol. Nel 2002 viene ceduto in prestito per un anno al Maiorca, con cui realizza 13 reti in 33 presenze nella Liga e vince la Coppa del Re nel 2002-2003. Fa dunque ritorno in Galizia e rimane a La Coruña fino al 2005, subentrando spesso dalla panchina, ma risultando decisivo per molte vittorie. In particolare, si ricordano la rimonta nella partita della fase a gironi della UEFA Champions League 2000-2001 (7 marzo 2001), quando il Deportivo passa da 0-3 a 4-3 in casa contro il Paris Saint-Germain grazie proprio ad una tripletta di Pandiani nel secondo tempo, e la rimonta nella gara di ritorno dei quarti di finale della UEFA Champions League 2003-2004 in casa contro il Milan (7 aprile 2004), quando Pandiani apre le marcature al 5', dando il via alla vittoria per 4-0 che ribalta il 4-1 per i rossoneri dell'andata. Con i biancoblù Pandiani vince due Supercoppe di Spagna (2000, 2002) e una Coppa del Re (2001-2002), mentre il suo record personale di gol (13) segnati con il Depor in una stagione risale all'annata 2003-2004.
Nel gennaio 2005, anche a causa di contrasti con l'allenatore Javier Irureta, si trasferisce in prestito al Birmingham City, in Premier League. Segna al debutto in campionato, nella partita vinta per 2-1 in casa contro il Southampton e realizza altre tre reti sino alla fine della stagione, convincendo la squadra allenata da Steve Bruce a ingaggiarlo a titolo definitivo per 3 milioni di euro.
Inizia in Inghilterra la stagione 2005-2006, ma il 13 gennaio 2006 fa ritorno in Spagna, firmando per l'Espanyol, con cui vince subito la Coppa del Re. Nel 2006-2007 realizza 7 gol nella Liga, tra cui una tripletta contro il Real Madrid al Bernabéu, e 11 in Coppa UEFA, dove l'Espanyol arriva in finale e perde ai tiri di rigore nel confronto tutto spagnolo contro il Siviglia.
Passato all'Osasuna nell'estate del 2007, viene utilizzato di rado nel 2007-2008, ma nell'annata seguente è importante il suo contributo per la salvezza della squadra allenata da José Antonio Camacho, subentrato nell'ottobre 2007. Anche nella stagione successiva fornisce un prezioso aiuto per la salvezza del club basco. A Pamplona disputa quattro stagioni, realizzando 11 gol nel 2008-2009 e nel 2009-2010.
All'età di 35 anni firma, nell'estate del 2011, un contratto annuale con l'Espanyol, facendo così ritorno nel club di Barcellona dopo quattro anni. Riserva di Álvaro Vázquez, viene utilizzato poco, totalizzando solo 15 presenze e 3 reti nella Liga.
Nell'agosto 2012 firma per il Villarreal, in Segunda División, dove rimane per pochi mesi (17 presenze e 2 reti) prima di trasferirsi, nel gennaio 2013, all'Atlético Baleares, club con sede a Palma di Maiorca militante nelle serie minori dove trova in squadra anche suo figlio. Nel 2013-2014 è al Miramar Misiones, sempre accanto al figlio.
Nel giugno 2015, firma, 39enne, per il Losanna, club svizzero di Challenge League con cui ottiene la promozione nella Super League.
Il 16 giugno 2016 annuncia il proprio ritiro dall'attività agonistica.
Chiude con un bilancio di 279 presenze e 83 reti nella Primera División spagnola.

### Nazionale
Conta 4 presenze con la nazionale uruguaiana, senza reti.

## Statistiche

### Cronologia presenze e reti in nazionale
| Cronologia completa delle presenze e delle reti in nazionale ― Uruguay | Cronologia completa delle presenze e delle reti in nazionale ― Uruguay | Cronologia completa delle presenze e delle reti in nazionale ― Uruguay | Cronologia completa delle presenze e delle reti in nazionale ― Uruguay | Cronologia completa delle presenze e delle reti in nazionale ― Uruguay | Cronologia completa delle presenze e delle reti in nazionale ― Uruguay | Cronologia completa delle presenze e delle reti in nazionale ― Uruguay | Cronologia completa delle presenze e delle reti in nazionale ― Uruguay |
| Data                                                                   | Città                                                                  | In casa                                                                | Risultato                                                              | Ospiti                                                                 | Competizione                                                           | Reti                                                                   | Note                                                                   |
| ---------------------------------------------------------------------- | ---------------------------------------------------------------------- | ---------------------------------------------------------------------- | ---------------------------------------------------------------------- | ---------------------------------------------------------------------- | ---------------------------------------------------------------------- | ---------------------------------------------------------------------- | ---------------------------------------------------------------------- |
| 28-3-2001                                                              | Montevideo                                                             | Uruguay                                                                | 0 – 1                                                                  | Paraguay                                                               | Qual. Mondiali 2002                                                    | -                                                                      | 48’                                                                    |
| 16-7-2003                                                              | La Plata                                                               | Argentina                                                              | 2 – 2                                                                  | Uruguay                                                                | Amichevole                                                             | -                                                                      | 90’                                                                    |
| 31-3-2004                                                              | Montevideo                                                             | Uruguay                                                                | 0 – 3                                                                  | Venezuela                                                              | Qual. Mondiali 2006                                                    | -                                                                      | 46’                                                                    |
| 1-6-2004                                                               | Montevideo                                                             | Uruguay                                                                | 1 – 3                                                                  | Perù                                                                   | Qual. Mondiali 2006                                                    | -                                                                      | 63’                                                                    |
| Totale                                                                 |                                                                        | Presenze                                                               | 4                                                                      |                                                                        | Reti                                                                   | 0                                                                      |                                                                        |

## Palmarès

### Giocatore

#### Club
- Campionato uruguaiano: 1

Peñarol: 1999
- Coppa di Spagna: 3

Deportivo La Coruña: 2001-2002
Maiorca: 2002-2003
Espanyol: 2005-2006
- Supercoppa di Spagna: 2

Deportivo La Coruña: 2000, 2002

#### Individuale
- Capocannoniere della Coppa UEFA: 1

2006-2007 (11 gol)